# Saint-Aubin-des-Bois (Eure-et-Loir)
Saint-Aubin-des-Bois is een gemeente in het Franse departement Eure-et-Loir (regio Centre-Val de Loire). De plaats maakt deel uit van het arrondissement Chartres. Saint-Aubin-des-Bois telde op 1 januari 2022 1.127 inwoners.

## Geografie
De oppervlakte van Saint-Aubin-des-Bois bedroeg op 1 januari 2022 18,09 vierkante kilometer; de bevolkingsdichtheid was toen 62,3 inwoners per km².

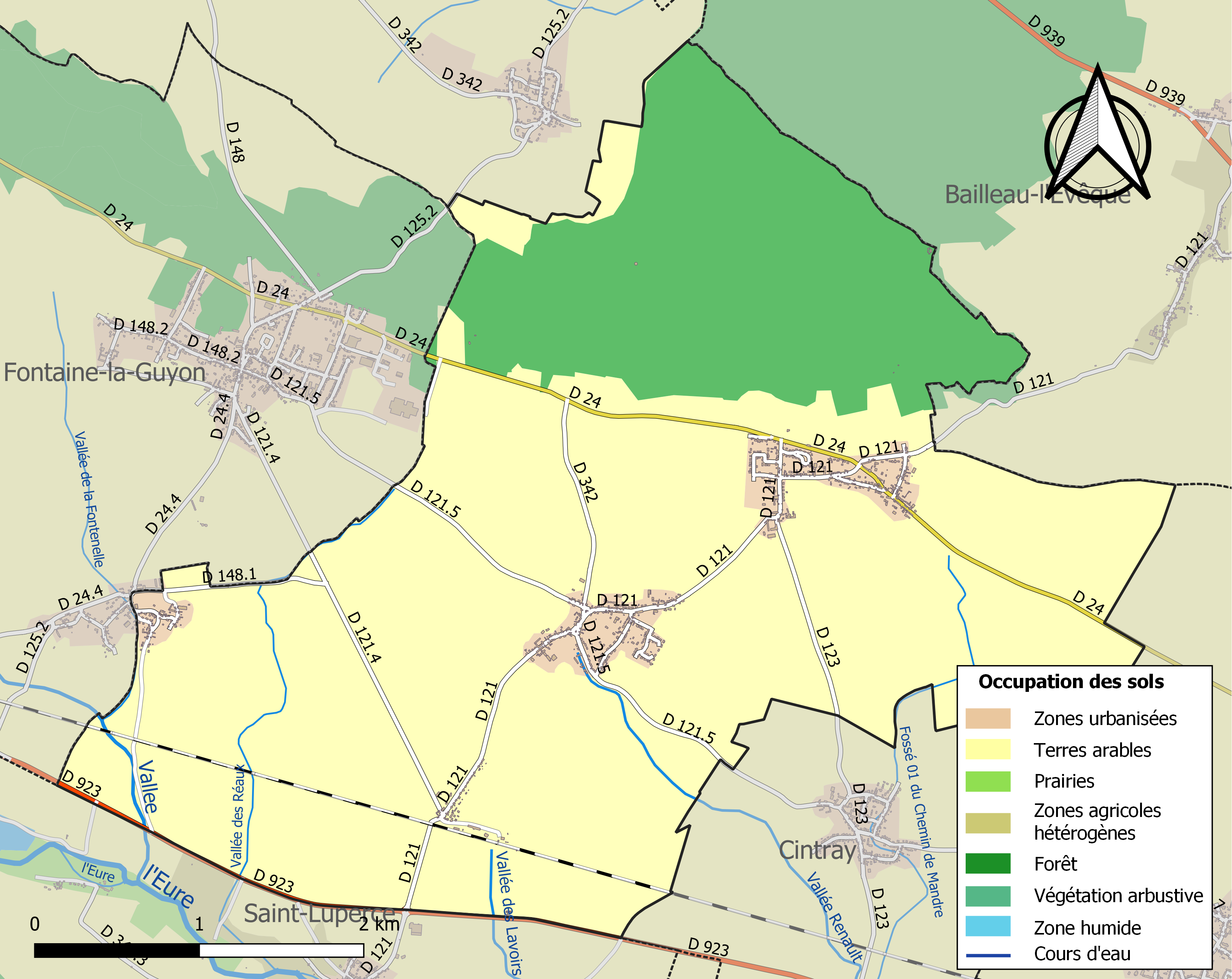
Kaart van de gemeente met belangrijkste infrastructuur, bodemgebruik en omliggende gemeenten

## Demografie
Onderstaande figuur toont het verloop van het inwonertal (bron: INSEE-tellingen).